# Rob Cross
Robert „Rob“ Cross (* 21. September 1990 in Pembury) ist ein englischer Dartspieler. 2018 gewann er die PDC-Weltmeisterschaft.

## Karriere
Cross arbeitete als Elektriker, bevor er professionell Darts zu spielen begann. Seinen Spitznamen „Voltage“ (Spannung) erhielt er wegen seines früheren Berufs. Er ist Vater von vier Kindern.

### 2016: Amateurkarriere
Vor seiner PDC-Karriere versuchte sich Cross schon für die BDO World Darts Championship 2016 zu qualifizieren, aber schaffte dies nicht. Er nahm auch beim BDO World Masters 2015, dem ältesten noch ausgetragenen Major-Turnier, teil, aber er scheiterte bereits an Darius Labanauskas in der Runde der letzten 48. Seine PDC-Karriere begann Cross als Amateur-Qualifikant bei den UK Open 2016. Nachdem er unter anderem Wes Newton und Jeffrey de Graaf geschlagen hatte, schied er in der vierten Runde gegen Michael van Gerwen mit 9:5 aus. Dies bekräftigte seinen Entschluss Profi zu werden, da er mit den Großen mithalten konnte, aber da Cross zu diesem Zeitpunkt keine Tour Card für die PDC Pro Tour besaß, musste er die Turniere der PDC Challenge Tour absolvieren. Er gewann drei dieser Events und erarbeitete sich so eine Tour Card für die kommenden zwei Jahre.

### 2017: Beginn der Profikarriere
Im März 2017 qualifizierte sich Cross wieder für die UK Open. Bei seiner ersten Teilnahme als Profi erreichte er das Achtelfinale, in dem er dem späteren Sieger Peter Wright mit 6:10 unterlag. Eine Woche später folgte sein bis dahin größter Erfolg: Im Rahmen der PDC Pro Tour 2017 nahm er am 3. Players Championship Event teil. Nach Siegen gegen u. a. Raymond van Barneveld und Gerwyn Price schlug er im Finale Mervyn King mit 6:5 und holte sich den Turniersieg. In der Folge sicherte Cross sich seine ersten Teilnahmen an einigen European Tour Events. So erreichte er bei den German Darts Open 2017 und dem European Darts Grand Prix 2017 jeweils das Viertelfinale. Beim 12. Players-Championship-Event des Jahres gelang ihm nach einem 6:5-Erfolg über Ian White sein zweiter Turniersieg auf der Pro Tour.
Aufgrund seiner guten Leistungen auf der Pro Tour qualifizierte er sich über die PDC Pro Tour Order of Merit für das World Matchplay 2017 und erreichte das Achtelfinale, das er mit 11:8 gegen Adrian Lewis verlor. Anfang September unterlag er im Finale des German Darts Grand Prix 2017 Michael van Gerwen mit 3:6. Ende September beim 19. Players Championship Event gewann er das Finale gegen Peter Wright mit 6:2. Mit dem Sieg im 21. Players Championship Event gewann Cross in seinem Debütjahr als Profi schon sein viertes Turnier. Bei den European Darts Championship 2017 war er an Position sechs gesetzt und spielte sich bis ins Finale, das er mit 7:11 gegen Weltmeister Michael van Gerwen verlor. Durch den Finaleinzug sicherte er sich ein Preisgeld von 40.000 Pfund und eine Teilnahmeberechtigung für den Grand Slam of Darts 2017. Dort erreichte er das Viertelfinale, in dem er erneut mit 13:16 an van Gerwen scheiterte. Am folgenden Wochenende erreichte er auf Platz 1 gesetzt das Halbfinale der Players Championship Finals 2017.

### 2018: Weltmeistertitel und Premier League
Durch seine starken Leistungen im Jahr 2017 spielte sich Cross bis zur WM auf Platz 20 in der PDC Order of Merit. Nachdem er zuvor gegen Seigo Asada, Michael Smith, John Henderson sowie Dimitri Van den Bergh gewonnen hatte, stand er bei der PDC World Darts Championship 2018 bei seinem WM-Debüt nach einem 6:5-Sieg im Sudden Death gegen Titelverteidiger van Gerwen im Finale gegen Phil Taylor, das er am 1. Januar 2018 mit 7:2 gewann. Durch diesen WM-Titel und seine dadurch erreichte Weltranglistenposition 3 erhielt Cross von der PDC die Einladung zur Premier League Darts 2018. Beim ersten Major-Turnier nach der Weltmeisterschaft, dem The Masters 2018, erreichte Cross das Viertelfinale, in dem er gegen Mensur Suljović mit 8:10 verlor. Bei dem sogenannten „FA-Cup des Darts“, den UK Open 2018 verlor Cross bei seiner dritten Teilnahme sein Viertelfinalmatch gegen den späteren Sieger Gary Anderson mit 5:10. In der Premier League Darts 2018 verlor er seine ersten beiden Spiele gegen Michael van Gerwen mit 7:2 und gegen Simon Whitlock mit 7:1. Danach erholte sich Cross von seinem Formtief und qualifizierte sich am 14. Spieltag vorzeitig für die Playoffs in der The O2 Arena in London. Bei diesen verlor er im Halbfinale mit 10:6 gegen Michael van Gerwen. Am 19. August gewann Cross das erste Mal in seiner Karriere ein Turnier im Rahmen der World Series of Darts, das Brisbane Darts Masters.
Abgesehen von der WM konnte er aber nicht an sein starkes Jahr 2017 mit 4 Turniersiegen anknüpfen, so schied er beim Grand Slam of Darts im Achtelfinale, beim World Grand Prix und den Players Championship Finals sogar in der ersten Runde aus.

### 2019: Gewinn des World Matchplay und der European Darts Championship
Bei der PDC World Darts Championship 2019 konnte er seinen Titel nicht verteidigen, da er im Achtelfinale gegen Luke Humphries verlor. Bei den UK Open 2019 gelangte Cross bei seiner vierten Teilnahme ins Finale, wo er dem Außenseiter Nathan Aspinall mit 5:11 unterlag. Bei seiner zweiten Teilnahme an der Premier League Darts erreichte er diesmal das Finale, unterlag jedoch Michael van Gerwen.
Beim World Matchplay 2019 erreichte er nach Siegen über Chris Dobey, Krzysztof Ratajski und Stephen Bunting das Halbfinale. Sein Gegner dort war Daryl Gurney. Als Gurney beim Stand von 15:9 nur noch 2 Legs zum Sieg benötigte, begann Cross mit seiner Aufholjagd. Er gewann die restlichen 8 Legs und zog mit 15:17 ins Finale ein. Dort war Michael Smith sein Gegner, welchen er mit 18:13 bezwang. Damit gewann er sein erstes großes Major-Turnier seit der Weltmeisterschaft 2018 und festigte somit seinen 2. Rang in der PDC Order of Merit. Zudem gelang es ihm als erst vierter Spieler WM und Matchplay zu gewinnen.
Im Rahmen der World Series schaffte er es erneut in das Finale des Brisbane Darts Masters, allerdings unterlag er dort dem bis dahin weitgehend unbekannten Damon Heta. Bei der European Darts Championship 2019 in Göttingen besiegte er im Finale Gerwyn Price mit 11:6 Legs und gewann damit seinen dritten Major-Titel. Beim Grand Slam of Darts 2019 konnte er an diese starke Leistung aber nicht anschließen und verlor im Achtelfinale mit 3:10 gegen Peter Wright.

### 2020: Schwierigkeiten
Bei der PDC World Darts Championship 2020 verlor er bereits in der zweiten Runde gegen Kim Huybrechts mit 0:3. Aufgrund seines starken Jahres 2019 mit zwei Majortiteln qualifizierte Cross sich über die PDC Order of Merit für die Premier League Darts 2020. Hier belegte er nach der Vorrunde den neunten und damit letzten Platz. Somit schied er nach bereits nach neun Spieltagen aus der Premier League aus. Bei der PDC Home Tour erreichte er das Halbfinale.

### Seit 2021: Neuanfang
Bei der PDC World Darts Championship 2021 schied er erneut in der zweiten Runde aus, dieses Mal gegen Dirk van Duijvenbode mit 2:3. Dennoch qualifizierte Cross sich über die PDC Order of Merit für die Premier League Darts 2021. Jedoch schied er bereits nach dem neunten Spieltag auf Platz neun stehend aus der Premier League aus. Trotzdem gab es Zeichen einer Formsteigerung: Bei der PDC Super Series 4 erreichte Cross jeweils ein Halbfinale und ein Viertelfinale, zum ersten Mal seit den Brisbane Darts Masters 2018 gewann er ein Spiel gegen Michael van Gerwen.
Bei der European Darts Championship 2021 gelang Rob Cross unerwartet der Titelgewinn. Damit konnte er wieder auf Platz 11 der Weltrangliste vorrücken, bei einem schlechten Turnierverlauf hätte er aus den Top 20 der Weltrangliste herausfallen können, da die Berücksichtigung des Preisgeldes des EDC-Sieges von 2019 geendet hatte. Durch den Turniersieg qualifizierte er sich für den Grand Slam of Darts: Durch zwei Siege in der Gruppenphase gegen Boris Krčmar und Jim Williams erreichte er das Achtelfinale, scheiterte aber letztlich im Viertelfinale an James Wade. Auf der PDC Pro Tour gewann er bei den Players Championships 2021 das Players Championship Nr. 26 und erreichte bei den Finals an Position 12 gesetzt das Achtelfinale, welches er gegen Ryan Searle verlor.

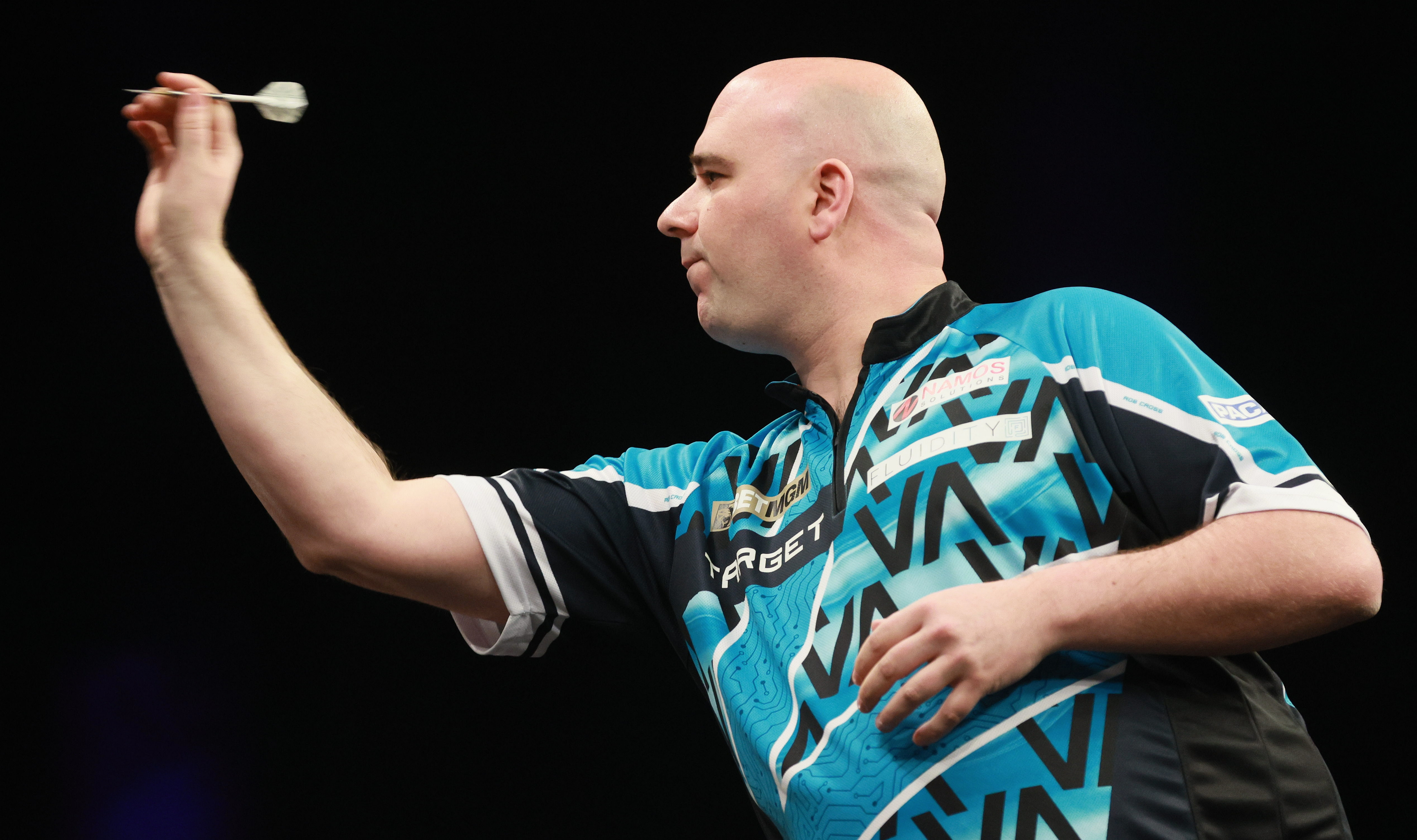
Rob Cross bei der Premier League Darts 2025 in Berlin

Bei der Weltmeisterschaft 2022 schlug Cross neben Daryl Gurney auch zuvor den PDC-Weltmeister von 2007, Raymond van Barneveld, scheiterte aber später an jenem von 2015 und 2016, Gary Anderson. Nach einem Auftaktsieg über Brendan Dolan schied er beim Masters im Achtelfinale gegen José de Sousa aus. Bei den UK Open verlor der Engländer sein Auftaktspiel in Runde 4 gegen Gabriel Clemens. Nach vier Jahren Premier League in Folge erhielt er für die Saison 2022 trotz des Majorgewinns im Vorjahr keine Wildcard. Auf der European Tour erreichte er bei der German Darts Championship das Finale, welches er allerdings gegen Michael van Gerwen mit 5:8 verlor. Bei den Players Championship Finals erreichte er sein einziges Major-Finale im Jahr 2022. Er unterlag jedoch Michael van Gerwen mit 6:11.
Beim Grand Slam of Darts 2023 konnte Cross ins Finale einziehen, unterlag in diesem jedoch Luke Humphries mit 8:16. Dabei spielte er einen Average von 103,61, Humphries erreichte 104,69. Damit war der addierte Average von 208,30 der höchste in der Geschichte des Finales des Grand-Slams. Auf der European Tour konnte er erstmals ein Turnier für sich entscheiden. Ende Mai gewann er den European Darts Grand Prix.
Bei der Weltmeisterschaft 2024 konnte Cross im Viertelfinale gegen Chris Dobey ein 0:4-Rückstand noch in ein 5:4 drehen, es war eines der größten Comebacks in der Geschichte des Turniers. Im Halbfinale schied er gegen den 16-jährigen Debütanten Luke Littler nach einem 2:6 aus. Auf der European Tour gewann er die Baltic Sea Darts Open, auf der World Series das US Darts Masters.

## Weltmeisterschaftsresultate

### PDC
- 2018: Sieger (7:2-Sieg gegen  Phil Taylor)
- 2019: Achtelfinale (2:4-Niederlage gegen  Luke Humphries)
- 2020: 2. Runde (0:3-Niederlage gegen  Kim Huybrechts)
- 2021: 2. Runde (2:3-Niederlage gegen  Dirk van Duijvenbode)
- 2022: Achtelfinale (3:4-Niederlage gegen  Gary Anderson)
- 2023: Achtelfinale (2:4-Niederlage gegen  Chris Dobey)
- 2024: Halbfinale (2:6-Niederlage gegen  Luke Littler)
- 2025: 2. Runde (1:3-Niederlage gegen  Scott Williams)

## Turnierergebnisse
| Turnier                                    | 2014               | 2015               | 2016                           | 2017                           | 2018                           | 2019                           | 2020                           | 2021                           | 2022                           | 2023                           | 2024                           | 2025                           |
| ------------------------------------------ | ------------------ | ------------------ | ------------------------------ | ------------------------------ | ------------------------------ | ------------------------------ | ------------------------------ | ------------------------------ | ------------------------------ | ------------------------------ | ------------------------------ | ------------------------------ |
| BDO/WDF-Major-Turniere                     |                    |                    |                                |                                |                                |                                |                                |                                |                                |                                |                                |                                |
| World Masters                              | 4R                 | 4R                 | n/q                            | nicht teilgenommen             | nicht teilgenommen             | nicht teilgenommen             | n/a                            | n/a                            | n/t                            | n/a                            | n/a                            | n/a                            |
| PDC-Ranking-Turniere                       |                    |                    |                                |                                |                                |                                |                                |                                |                                |                                |                                |                                |
| Weltmeisterschaft                          | nicht qualifiziert | nicht qualifiziert | nicht qualifiziert             | nicht qualifiziert             | S                              | AF                             | 2R                             | 2R                             | AF                             | AF                             | HF                             | 2R                             |
| World Masters                              | nicht ausgetragen  | nicht ausgetragen  | nicht ausgetragen              | nicht ausgetragen              | nicht ausgetragen              | nicht ausgetragen              | nicht ausgetragen              | nicht ausgetragen              | nicht ausgetragen              | nicht ausgetragen              | nicht ausgetragen              | 1R                             |
| UK Open                                    | n/q                | n/q                | 4R                             | AF                             | VF                             | F                              | VF                             | AF                             | 4R                             | VF                             | VF                             | AF                             |
| World Matchplay                            | nicht qualifiziert | nicht qualifiziert | nicht qualifiziert             | AF                             | AF                             | S                              | 1R                             | AF                             | AF                             | 1R                             | VF                             | 1R                             |
| World Grand Prix                           | nicht qualifiziert | nicht qualifiziert | nicht qualifiziert             | 1R                             | 1R                             | AF                             | 1R                             | AF                             | 1R                             | 1R                             | VF                             |                                |
| European Championship                      | nicht qualifiziert | nicht qualifiziert | nicht qualifiziert             | F                              | VF                             | S                              | 1R                             | S                              | 1R                             | AF                             | 1R                             |                                |
| Grand Slam                                 | nicht qualifiziert | nicht qualifiziert | nicht qualifiziert             | VF                             | AF                             | AF                             | AF                             | VF                             | AF                             | F                              | VF                             |                                |
| Players Championship Finals                | nicht qualifiziert | nicht qualifiziert | nicht qualifiziert             | HF                             | 1R                             | AF                             | 2R                             | AF                             | F                              | 2R                             | 1R                             |                                |
| PDC-Turniere ohne Einfluss auf das Ranking |                    |                    |                                |                                |                                |                                |                                |                                |                                |                                |                                |                                |
| The Masters                                | nicht qualifiziert | nicht qualifiziert | nicht qualifiziert             | nicht qualifiziert             | VF                             | AF                             | AF                             | AF                             | AF                             | F                              | AF                             | n/a                            |
| Premier League                             | nicht eingeladen   | nicht eingeladen   | nicht eingeladen               | nicht eingeladen               | HF                             | F                              | 9.                             | 9.                             | n/t                            | n/t                            | 6.                             | 7.                             |
| World Cup                                  | nicht teilgenommen | nicht teilgenommen | nicht teilgenommen             | nicht teilgenommen             | VF                             | AF                             | F                              | n/t                            | n/t                            | VF                             | n/t                            | n/t                            |
| Champions League                           | n/a                | n/a                | n/q                            | n/q                            | GP                             | GP                             | nicht ausgetragen              | nicht ausgetragen              | nicht ausgetragen              | nicht ausgetragen              | nicht ausgetragen              | nicht ausgetragen              |
| World Series Finals                        | nicht teilgenommen | nicht teilgenommen | nicht teilgenommen             | VF                             | AF                             | AF                             | F                              | n/q                            | n/q                            | VF                             | VF                             |                                |
| Karrierestatistiken                        |                    |                    |                                |                                |                                |                                |                                |                                |                                |                                |                                |                                |
| Jahresendplatzierung                       | ?                  | 679                | 173                            | 20                             | 2                              | 2                              | 4                              | 10                             | 6                              | 6                              | 4                              |                                |
| Verband                                    | BDO                | BDO                | Professional Darts Corporation | Professional Darts Corporation | Professional Darts Corporation | Professional Darts Corporation | Professional Darts Corporation | Professional Darts Corporation | Professional Darts Corporation | Professional Darts Corporation | Professional Darts Corporation | Professional Darts Corporation |

| Legende zu den Turnierergebnissen | Legende zu den Turnierergebnissen | Legende zu den Turnierergebnissen | Legende zu den Turnierergebnissen | Legende zu den Turnierergebnissen | Legende zu den Turnierergebnissen | Legende zu den Turnierergebnissen | Legende zu den Turnierergebnissen | Legende zu den Turnierergebnissen | Legende zu den Turnierergebnissen |
| --------------------------------- | --------------------------------- | --------------------------------- | --------------------------------- | --------------------------------- | --------------------------------- | --------------------------------- | --------------------------------- | --------------------------------- | --------------------------------- |
| n/t                               | nicht teilgenommen                | n/q                               | nicht qualifiziert                | n/a                               | nicht ausgetragen                 | #R                                | Aus in jeweiliger Runde           | GP                                | Aus in der Gruppenphase           |
| AF                                | Achtelfinalist                    | VF                                | Viertelfinalist                   | HF                                | Halbfinalist                      | F                                 | Turnierfinalist                   | S                                 | Turniersieger                     |

## Titel

### PDC
- Majors
  - PDC World Darts Championship: (1) 2018
  - World Matchplay: (1) 2019
  - European Darts Championship: (2) 2019, 2021
- Pro Tour
  - Players Championships
    - Players Championships 2017: 3, 12, 19, 21
    - Players Championships 2018: 13
    - Players Championships 2021: 26
    - Players Championships 2022: 24, 27
    - Players Championships 2023: 11
    - Players Championships 2025: 1

  - European Darts Tour
    - European Darts Tour 2023: (1) European Darts Grand Prix
    - European Darts Tour 2024: (1) Baltic Sea Darts Open
- World Series of Darts
  - World Series of Darts 2018: (1) Brisbane Darts Masters
  - World Series of Darts 2023: (2) New Zealand Darts Masters, New South Wales Darts Masters
  - World Series of Darts 2024: (1) US Darts Masters
  - World Series of Darts 2025: (1) Dutch Darts Masters
- Secondary Tour Events
  - PDC Challenge Tour
    - PDC Challenge Tour 2016: 10, 13, 15